# Hassan El Fakiri
Hassan El Fakiri (Temsamane (Marokko), 18 april 1977) is een Noorse voetballer (middenvelder) die sinds 2007 voor de Noorse eersteklasser SK Brann uitkomt. Eerder speelde hij onder meer voor FC Lyn Oslo, AS Monaco en Borussia Mönchengladbach. Met SK Brann werd hij landskampioen in 2007.

## Interlandcarrière
Onder leiding van bondscoach Åge Hareide maakte El Fakiri zijn debuut voor de nationale ploeg van Noorwegen op 18 februari 2004 in de vriendschappelijke uitwedstrijd tegen Noord-Ierland, net als Morten Gamst Pedersen (AS Monaco) en Alexander Ødegaard (Sogndal). Noorwegen won het oefenduel met 4-1. Gamst Pedersen nam de eerste twee treffers voor zijn rekening, de andere twee kwamen op naam van Steffen Iversen en Keith Gillespie (eigen doelpunt). El Fakiri speelde in totaal negen wedstrijden voor de Noorse nationale ploeg in de periode 2004-2006.

## Erelijst
Rosenborg BK
- Landskampioen

2001, 2002
 SK Brann
- Noors landskampioen

2007